# أنجولار
أنجولار أو أنجيولار (بالإنجليزية: Angular)‏ (يُشار إليه عادةً باسم " Angular +2 " أو «Angular v2 والإصدارات الأحدث»)  هي مكتبة برمجية وإطار عمل ويب مفتوح المصدر متخصصة بتصميم واجهات مواقع الويب، مبنية على لغة تايب سكريبت. ويديرها فريق Angular في جوجل ومن قِبل مجتمع من الأفراد والشركات. Angular هو إعادة كتابة كاملة من نفس الفريق الذي بنى AngularJS.

## الاختلافات بين Angular و AngularJS

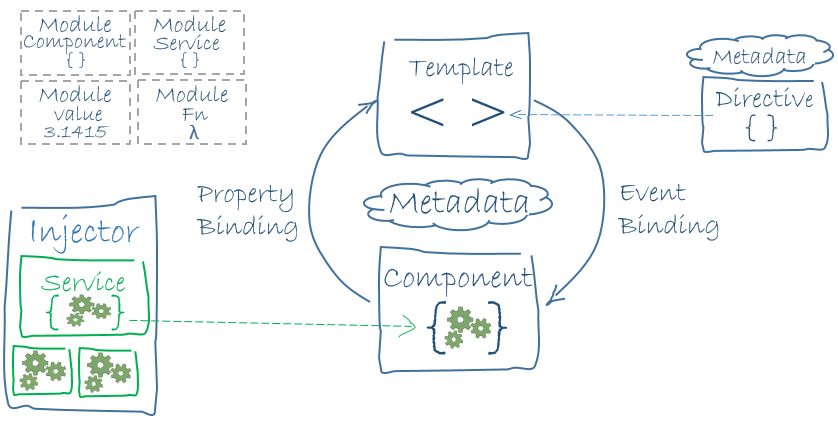
معمارية أنجولار و تتميل لللبنات الأساسية فيها.

أنجولار جي إس AngularJS يستعمل لغة جافا سكريبت بينما أنجولار يستعمل لغة تايب سكريبت
تم تصميم أنجولار على هيئة إعادة صياغة لـ AngularJS.
- لا تمتلك Angular مفهوم «النطاق» أو وحدات التحكم، وبدلاً من ذلك تستخدم التسلسل الهرمي للمكونات كخصائصها المعمارية الأساسية.[8]
- يحتوي أنجولار على صيغة تعبير مختلفة، مع التركيز على "[ ]" لربط الخاصية، و "()" لربط الحدث [9]
- النمطية - انتقل الكثير من الوظائف الأساسية إلى الوحدات النمطية.
- توصي أنجولار باستخدام لغة تايب سكريبت من مايكروسوفت، والتي تقدم الميزات التالية:
  - الكتابة الساكنة، بما في ذلك Generics
  - شروح
- تعد تايب سكريبت مجموعة شاملة من ECMAScript 6 (ES6)، وهي متوافقة مع الإصدارات السابقة مع ECMAScript 5 (أي: JavaScript).
- تحميل ديناميكي
- تجميعات القالب غير المتزامن
- الاسترجاعات المتكررة التي تقدمها RxJS. يحد RxJS من رؤية الحالة وتصحيح الأخطاء، ولكن يمكن حلها باستخدام الوظائف الإضافية التفاعلية مثل ngReact أو ngrx.
- دعم Angular Universal ، الذي يقوم بتشغيل تطبيقات Angular على الخوادم.

## التاريخ

### تسمية
في الأصل، كانت إعادة كتابة AngularJS تسمى "Angular 2"، ولكن هذا أدى إلى الارتباك بين المطورين. للتوضيح، أعلن الفريق أنه يجب استخدام مصطلحات منفصلة لكل إطار مع الإشارة "AngularJS" إلى 1. إصدارات X و "Angular" بدون "JS" تشير إلى الإصدارات 2 وما فوق.

### الإصدار 2
تم الإعلان عن Angular 2.0 في مؤتمر ng-Europe والذي تم في 22-23 أكتوبر 2014. أحدثت التغييرات الجذرية في الإصدار 2.0 جدلاً كبيرًا بين المطورين. في 30 أبريل 2015، أعلن مطورو Angular أن Angular 2 انتقلت من Alpha إلى Developer Preview. انتقل Angular 2 إلى الإصدار التجريبي في ديسمبر 2015،  وتم نشر مرشح الإصدار الأول في مايو 2016. تم إصدار النسخة النهائية في 14 سبتمبر 2016.

### الإصدار 4
في 13 ديسمبر 2016، تم الإعلان عن أنجولار 4، وتخطى 3 لتجنب الارتباك بسبب سوء محاذاة إصدار حزمة جهاز التوجيه الذي تم توزيعه بالفعل على v3.3.0. تم إصدار النسخة النهائية في 23 مارس 2017. Angular 4 متوافق للخلف مع Angular 2.

### الإصدار 9
تم إصدار أنجولار 9 في 6 فبراير 2020. حيث ينقل الإصدار 9 جميع التطبيقات لاستخدام مترجم Ivy ووقت التشغيل بشكل تلقائي. تم تحديث أنجولار للعمل مع تايب سكريبت 3.6 و 3.7. بالإضافة إلى مئات من إصلاحات الأخطاء، يقدم مترجم Ivy ووقت التشغيل مزايا عديدة:
- أحجام حزم أصغر
- اختبار أسرع
- تصحيح الأخطاء بشكل أفضل
- تحسين أوراق الأنماط المتتالية
- فحص نوع محسّن
- أخطاء بناء محسنة
- تحسين أوقات البناء، وتمكين AOT بشكل افتراضي
- تحسين التدويل

## مكتبات

### Angular Material
Angular Material هي مكتبة مكونات واجهة المستخدم التي تطبق تصميم المواد في Angular.